# Palacio Bofarull

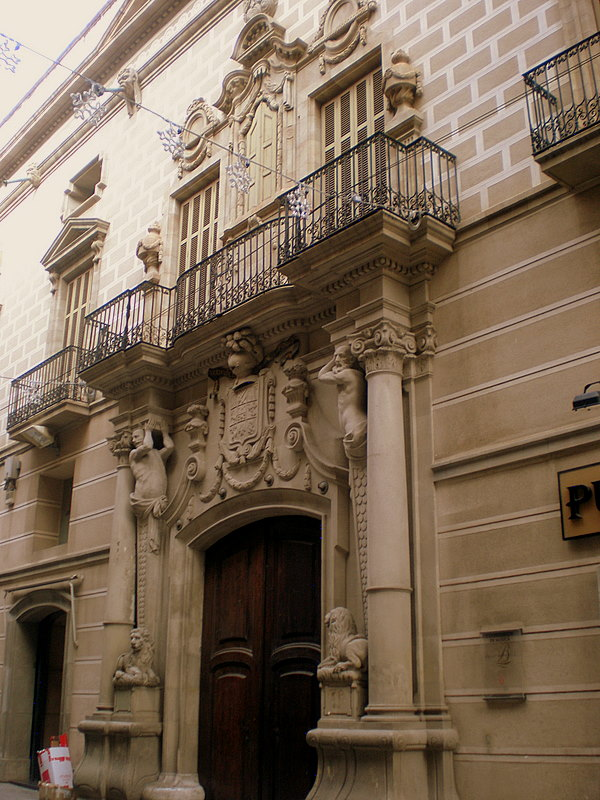
Fachada del Palacio Bofarull en Reus (Tarragona) España.

El palacio Bofarull es un palacio urbano español situado en la ciudad catalana de Reus (Tarragona), en la calle Llovera, cerca de la plaza de Prim (centro de la ciudad) que perteneció a la familia ennoblecida de los Bofarull.

## Historia
La familia Bofarull se enriqueció en el siglo XVIII y en 1760 Josep Bofarull y Gavaldà fue ennoblecido por el rey. Este Bofarull fue alcalde de la ciudad (fue nombrado caballero en 1772 y noble 1774), se construyó el Palacio entre 1780 y 1786. Obra de Josep Bofarull Miquel, junto con su hermano Francisco. La parte más notable fue el salón noble de 300 m², probablemente pintado entre 1789-1790, que está decorado con pinturas de los pintores Pedro Pablo Montaña y Joseph Flaugier.
La familia Bofarull residió en el Palacio. Fernando de Querol de Bofarull, último propietario que vivió de forma permanente (así lo explica en su novela Los Porpras), fue yerno del conde de Rius (presidente de la diputación de Tarragona, político progresista, amigo del general Prim, y yerno de Salustiano de Olózaga, jefe del partido progresista, senador, diputado, presidente de gobierno).
Los Bofarull recibieron en su palacio a varios personajes ilustres como los reyes Carlos III, Carlos IV, Fernando VII, Amadeo de Saboya, o el general Prim, entre otros. Contaba con una surtida biblioteca, una de las mejores de Reus del siglo XVIII, con libros en catalán, castellano, francés, inglés, italiano o latín. Asimismo, albergaba una sala de retratos familiares realizados por los mejores pintores de los siglos XVIII y XIX. Los muebles eran catalanes, españoles, y traídos de Italia, Francia y el Reino Unido. La familia Bofarull fue, además, de emprendedores hombres de empresa y negocios, personas ilustradas, preocupadas por la educación popular, que creó a finales del siglo XVIII un teatro en Reus que costeó un hospital de pobres con sus beneficios. Tuvieron relaciones comerciales con Asia, América y Europa.

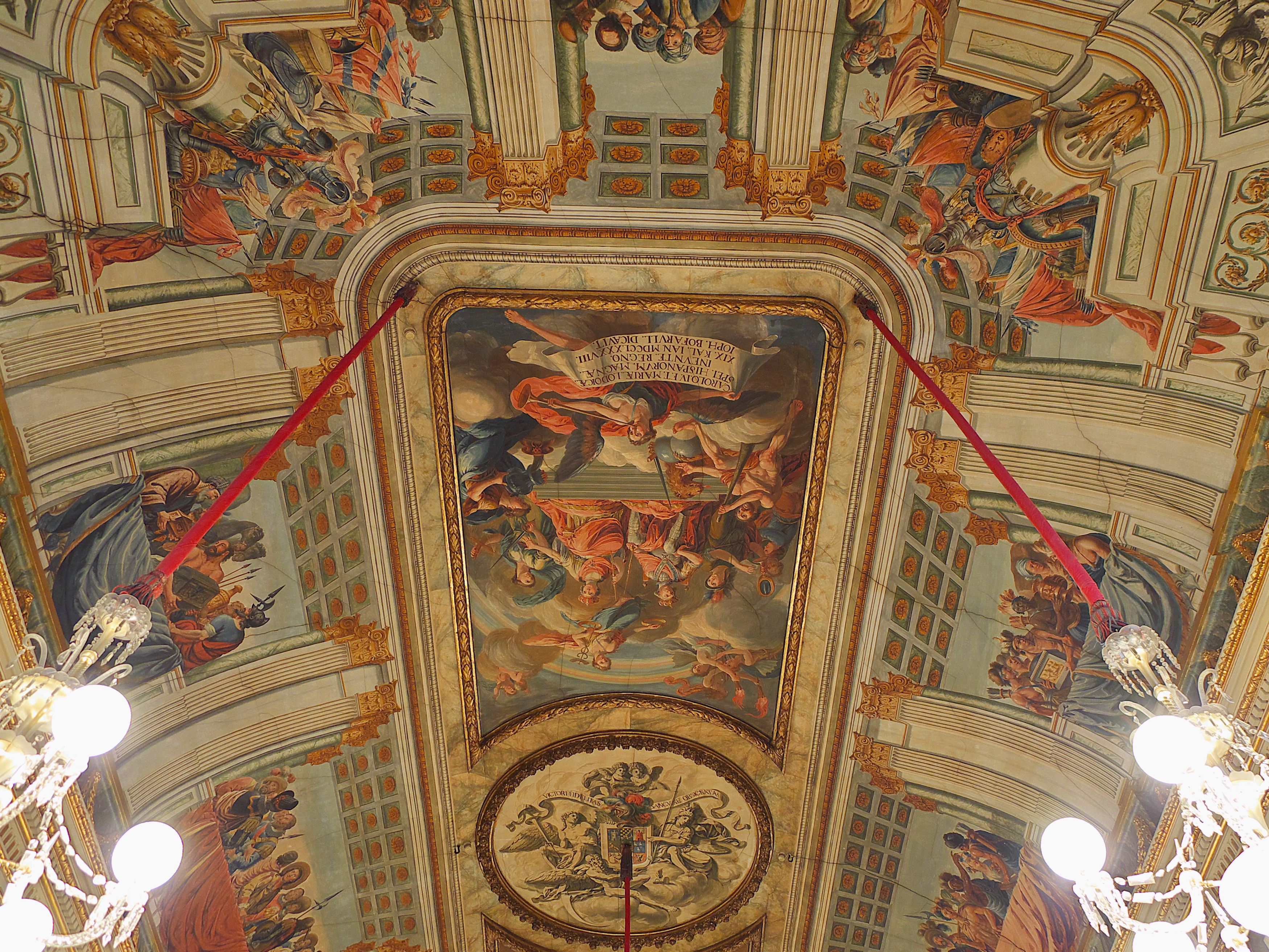
Techo del salón principal del Palacio Bofarull pintado por Pedro Pablo Montaña y Joseph Flaugier (1790).

En el siglo XIX fueron intelectuales, así destaca una dinastía de archiveros del Archivo de la Corona de Aragón, Próspero, Manuel y Francisco, nietos de Francesc de Bofarull i Miquel. También destacan Antonio de Bofarull i Brocá, historiador, novelista, periodista, autor de una gramática catalana, poeta y archivero del archivo de Corona de Aragón. Su hermano Andrés, escribió la primera historia de Reus, periodista y archivero del archivo local de Reus. Fernando de Querol y de Bofarull, propietario del Palacio Bofarull y del Mas de Bofarull, fue abogado, escritor, poeta y novelista.
Una parte del edificio se alquiló a la sociedad recreativa El Olimpo, hasta 1936, en que fue confiscado por la Federación Anarquista Ibérica. Pasada la guerra civil española estuvo ocupado por el Frente de Juventudes hasta que, por venta, pasó en 1948 al Club Natación Reus Ploms. La entidad lo conservó en lo esencial pero hizo modificaciones en la parte posterior para construir dos salas de baile, después discoteca y bingo. En 1986 lo compró la Diputación de Tarragona con el objetivo de ubicar la filial del Conservatorio de Música. En los bajos del edificio, la parte principal está ocupada por una sucursal del BBVA (antes fue la tienda Las Américas, copropiedad del poeta y político Xavier Amorós, después fue la oficina central de la Caja Postal que, ya llamada Argentaria, fue absorbida por el Banco de Bilbao Vizcaya). El proyecto de restauración fue obra del arquitecto Xavier Olivé. El conservatorio fue dotado de una sala de audición y aulas que mantienen en lo posible la estructura original del edificio.